# Woodsboro (Texas)
Woodsboro es un pueblo ubicado en el condado de Refugio en el estado estadounidense de Texas. En el Censo de 2010 tenía una población de 1512 habitantes y una densidad poblacional de 771,18 personas por km².

## Geografía
Woodsboro se encuentra ubicado en las coordenadas 28°14′16″N 97°19′31″O / 28.23778, -97.32528. Según la Oficina del Censo de los Estados Unidos, Woodsboro tiene una superficie total de 1.96 km², de la cual 1.96 km² corresponden a tierra firme y (0%) 0 km² es agua.

## Demografía
Según el censo de 2010, había 1512 personas residiendo en Woodsboro. La densidad de población era de 771,18 hab./km². De los 1512 habitantes, Woodsboro estaba compuesto por el 74.67% blancos, el 5.22% eran afroamericanos, el 0.33% eran amerindios, el 0.07% eran asiáticos, el 0% eran isleños del Pacífico, el 17.66% eran de otras razas y el 2.05% pertenecían a dos o más razas. Del total de la población el 53.44% eran hispanos o latinos de cualquier raza.